# Everything Tastes Better with Bacon
Everything Tastes Better with Bacon: 70 Fabulous Recipes for Every Meal of the Day é um livro de culinária escrito por Sara Perry, autora, comentarista gastronômica e colunista do The Oregonian. Foi publicado nos Estados Unidos em 1 de maio de 2002 pela Chronicle Books, e em língua francesa em 2004 pela Les Éditions de l'Homme em Montreal. Nele, Perry descreve seu conceito original de receitas combinando açúcar e bacon. Seu livro inclui receitas de pratos e sobremesas com sabor de bacon.
O livro recebeu críticas geralmente positivas e suas receitas foram selecionadas para inclusão no The Best American Recipes 2003–2004. O St. Petersburg Times classificou-o como um dos "livros de receitas mais interessantes e exclusivos" publicados, o Pittsburgh Post-Gazette destacou-o no artigo "Livros de receitas favoritos de 2002" e o The Denver Post incluiu-o em uma lista dos melhores livros de receitas de 2002. Uma resenha no Toronto Star criticou a falta de criatividade de Perry em sua escolha de receitas. As receitas do trabalho foram apresentadas em livros de receitas relacionados.

## Antecedentes

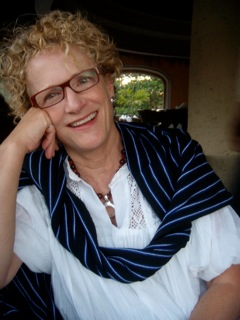
Sara Perry em 2009

Sara Perry é residente de Portland, Oregon e colunista do The Oregonian, uma comentarista de restaurante de rádio e uma autora de livros de receitas. Antes de Everything Tastes Better with Bacon, ela escreveu quatro obras: The New Complete Coffee Book, The New Tea Book, Christmastime Treats e Weekends with the Kids. Seu editor na Chronicle Books sugeriu bacon como um assunto de livro de receitas. A popularidade e o uso de bacon estavam aumentando, mas Perry acreditava que a escassez de receitas tornaria a escrita do livro difícil. Relembrando sua predileção por presunto assado com mel, ela combinou açúcar e bacon para criar pratos. Perry percebeu que bacon poderia ser usado para adicionar tempero em pratos condimentados, incluindo saladas e massas. Ela observou que bacon aumentava o sabor doce e salgado dos alimentos. Everything Tastes Better with Bacon foi publicado em inglês em formato de brochura pela Chronicle Books em 1 de maio de 2002. O livro foi vendido por um preço de varejo de 18,95 em sua publicação inicial. Uma edição francesa em brochura foi publicada em 2004 pela Les Editions de l'Homme, como parte de sua série "Tout un plat!" ("Que prato!").

## Resumo do conteúdo
Perry explica seus sentimentos sobre bacon na introdução do livro, observando que seu cheiro enquanto cozinha ajuda a começar o dia e lhe dá uma sensação de calma. No início, são fornecidas informações básicas sobre a frase "bring home the bacon", apresenta ao leitor os tipos de bacon e descreve os métodos de armazenamento. O livro descreve setenta receitas de pratos com sabor de bacon, em nove capítulos organizados por tópico, incluindo café da manhã, vegetais de folhas, refeições de massas, acompanhamentos, porções de festa, sobremesas e aperitivos. As receitas incluem um sanduíche de bacon com outros ingredientes, uma cobertura crocante de bacon para sorvete, uma mistura de bacon para cobrir uma batata frita, e uma crosta de torta que incorpora bacon. Métodos são oferecidos para cozinhar bacon em um fogão, em um forno e sob uma grelha para maximizar seu sabor e aparência. O livro é ilustrado com fotografias de Sheri Giblin.

## Recepção
Em geral, Everything Tastes Better with Bacon teve recepção positiva de revisores e críticos gastronômicos. O Chicago Tribune informou que o livro vendeu 30 mil cópias em seu primeiro mês. Janet F. Keeler do St. Petersburg Times comentou positivamente sobre o título. Ela notou que a obra foi abordada por críticos gastronômicos, que incluíram suas receitas em artigos sobre o assunto. Keeler entrevistou Fran McCullough, autor do The Best American Recipes 2003-2004, que postulou que a dieta de Atkins ajudou a aumentar a popularidade do uso do bacon. Ela o classificou entre os "livros de receitas mais interessantes e únicos" já publicados. As fotografias de Giblin recebeu comentários favoráveis de Cindy Hoedel do The Kansas City Star. O crítico literário Dwight Garner, do The New York Times, incluiu o livro em uma lista de favoritos entre as publicações de culinária recentes. A análise criticou as receitas de sobremesas da autora, mas concordava com seu argumento geral para aumentar o uso de bacon na culinária.
O The Arizona Daily Star destacou o livro em sua seção de "Hot Reads". A "Assistant Texas Taste Editor" para  o The Dallas Morning News, Laura H. Ehret, escreveu que a obra transmite com sucesso a experiência de consumir bacon. Marty Meitus escreveu para o Rocky Mountain News que Everything Tastes Better with Bacon havia aumentado seu apetite por pratos de bacon. Meitus recomendou algumas receitas de sobremesa, como "Crunch de Doces de Avelã e Bacon", "Biscoitos de Manteiga de Amendoim com Bacon Crocante", "Pêra-Maçã Crocante com Cobertura de Açúcar Mascavo e Bacon" e "Torta de Carne Moída com Passas Rubi". Steve Smith, chef executivo do Dixon's Downtown Grill em Denver, foi inspirado pela receita de sundae de bordo ("Maple Sundae") de Perry e a usou para criar sua própria sobremesa, de sorvete crocante de macadâmia com bacon.
Escrevendo para o Pittsburgh Post-Gazette, Marlene Parrish deu à obra uma crítica favorável, destacando-o em seu artigo dos livros de receitas favoritos de 2002 e dizendo que gostou de provar as receitas. Parrish acrescentou que Robert Atkins, criador da dieta Atkins, pensaria favoravelmente sobre o prato "Cheeseburgers de Gorgonzola com Bacon". O The Denver Post incluiu Everything Tastes Better with Bacon em uma lista dos melhores livros de receitas de 2002. Outro artigo para o mesmo jornal destacou receitas no livro, incluindo Spaghetti Alla Carbonara, Salada Cobb, Pêra-Maçã Crocante com Cobertura de Açúcar Mascavo e Bacon, e Bacon Crocante. Uma análise mais mista veio do Toronto Star, que criticou a falta de criatividade de Perry na escolha das receitas. A revisão concluiu que o livro era um bom negócio em comparação a outros sobre o assunto, embora notasse sua falta de abrangência com o pequeno número de receitas incluídas. Michele Anna Jordan do The Press Democrat recomendou o trabalho de Perry e comentou que o entusiasmo da autora pelo assunto era contagiante.

## Impacto e legado
De acordo com o Chicago Sun-Times e o St. Petersburg Times, Everything Tastes Better with Bacon é um trabalho de nicho no gênero de livros de receitas. Perry afirmou que o bacon havia passado por um período de renascimento. O Christian Science Monitor observou em um artigo de 2003 que bacon estava se tornando um ingrediente culinário cada vez mais usado, apesar de ter sido difamado por nutricionistas. Receitas do livro foram selecionadas para inclusão no The Best American Recipes 2003–2004: The Year's Top Picks from Books, Magazines, Newspapers and the Internet. A receita de Perry para "Camarão Suculento Enrolado com Bacon" (Succulent Bacon-Wrapped Shrimp) foi referenciada no livro de 2003 Smoke & Spice: Cooking with Smoke, the Real Way to Barbecue. Fran McCullough, autor de The Best American Recipes, comentou que o livro foi uma adição surpreendente à área. O The Atlantic disse que, três anos após a publicação da obra, bacon havia se tornado tão popular quanto chocolate ou azeite. Leah A. Zeldes observou em um artigo de 2006 para o Chicago Sun-Times que o livro contribuiu para o corpo de trabalhos que mostram a adaptabilidade do bacon em receitas. Em Hungry Monkey, o autor Matthew Amster-Burton comentou sobre o fenômeno envolvendo bacon e livros sobre o assunto em anos anteriores, listando Everything Tastes Better with Bacon junto com The Bacon Cookbook e Seduced by Bacon. Um artigo de 2013 no jornal britânico The Independent citou o livro como um exemplo do crescente interesse pela carne suína.